# Piotr Spinek
Piotr Spinek herbu Prus I – kasztelan brzeziński w latach 1512–1521, chorąży większy łęczycki w latach 1508-1512, miecznik łęczycki w latach 1507-1508, poseł na sejm radomski 1505 roku z województwa sieradzkiego.